# John Briley
John Briley (* 25. Juni 1925 in Kalamazoo, Michigan; † 14. Dezember 2019) war ein US-amerikanischer Drehbuchautor und Filmproduzent.

## Leben
Briley ist vor allem durch sein Drehbuch zum 1982 produzierten Spielfilm Gandhi bekannt geworden, wofür er sowohl mit dem Oscar als auch dem Golden Globe ausgezeichnet wurde. Für Gandhi erhielt er außerdem eine BAFTA-Nominierung.
Weitere Spielfilme, an denen Briley beteiligt war, waren Enigma aus dem Jahr 1982, Schrei nach Freiheit (1987), Christopher Columbus – Der Entdecker (1992) und Der Schrecken der Medusa, der 1978 produziert wurde.
Auch war er 1972 Autor des Spielfilms Papst Johanna, der sich mit der Biografie der fiktiven Päpstin Johanna beschäftigt.

## Filmografie (Auswahl)
- 1957: Hits and Misses
- 1960: Etappenhengste (Invasion Quartet)
- 1961: Armleuchter in Uniform (Postman’s Knock)
- 1964: Die Kinder der Verdammten (Children of the Damned)
- 1965: Lage hoffnungslos – aber nicht ernst (Situation Hopeless… But Not Serious) (Rolle)
- 1965: The Airbase
- 1968: Hammerhead
- 1972: Papst Johanna (Pope Joan)
- 1975: Bleib mir ja vom Leib (That Lucky Touch)
- 1978: Der Schrecken der Medusa (The Medusa Touch)
- 1979: Adlerflügel (Eagle's Wing)
- 1980: Richards Erbe (Richard's Things)
- 1982: Enigma
- 1982: Gandhi
- 1985: Marie – Eine wahre Geschichte (Marie: A true story)
- 1986: Tai-Pan Tai Pan
- 1987: Schrei nach Freiheit
- 1990: Sandino
- 1991: Christopher Columbus – Der Entdecker
- 1992: The Warriors of the Rainbow
- 1999: Molokai: The Story of Father Damien
- 1999: The Populist[1]